# Schwarzwald-Nordrandweg
Der Schwarzwald-Nordrandweg ist ein 55 km langer Wanderweg in drei Etappen von Mühlacker nach Karlsruhe-Durlach.

## Geschichte
Der nördlichste Querweg des Schwarzwaldvereins besteht seit 1980. Im Mai 2006 wurde er mit geänderter Wegführung und durchgängiger Wegmarkierung neu eröffnet. Zuvor folgte er den Zugangswegen und dem Westweg über die Schwanner Warte.

## Kurzbeschreibung
Vom Ausgangspunkt Mühlacker führt der Weg über Öschelbronn und Eutingen zum nördlichen Stadtrand von Pforzheim. Am Wallberg vorbei geht es durch abwechslungsreiche, offene Landschaft weiter nach Ellmendingen, Dietenhausen und Langensteinbach. Über Thomashof und Turmberg wird der Endpunkt Karlsruhe-Durlach erreicht.

## Tagestouren/Etappen

### Erste Etappe: Mühlacker – Pforzheim

#### Übersicht

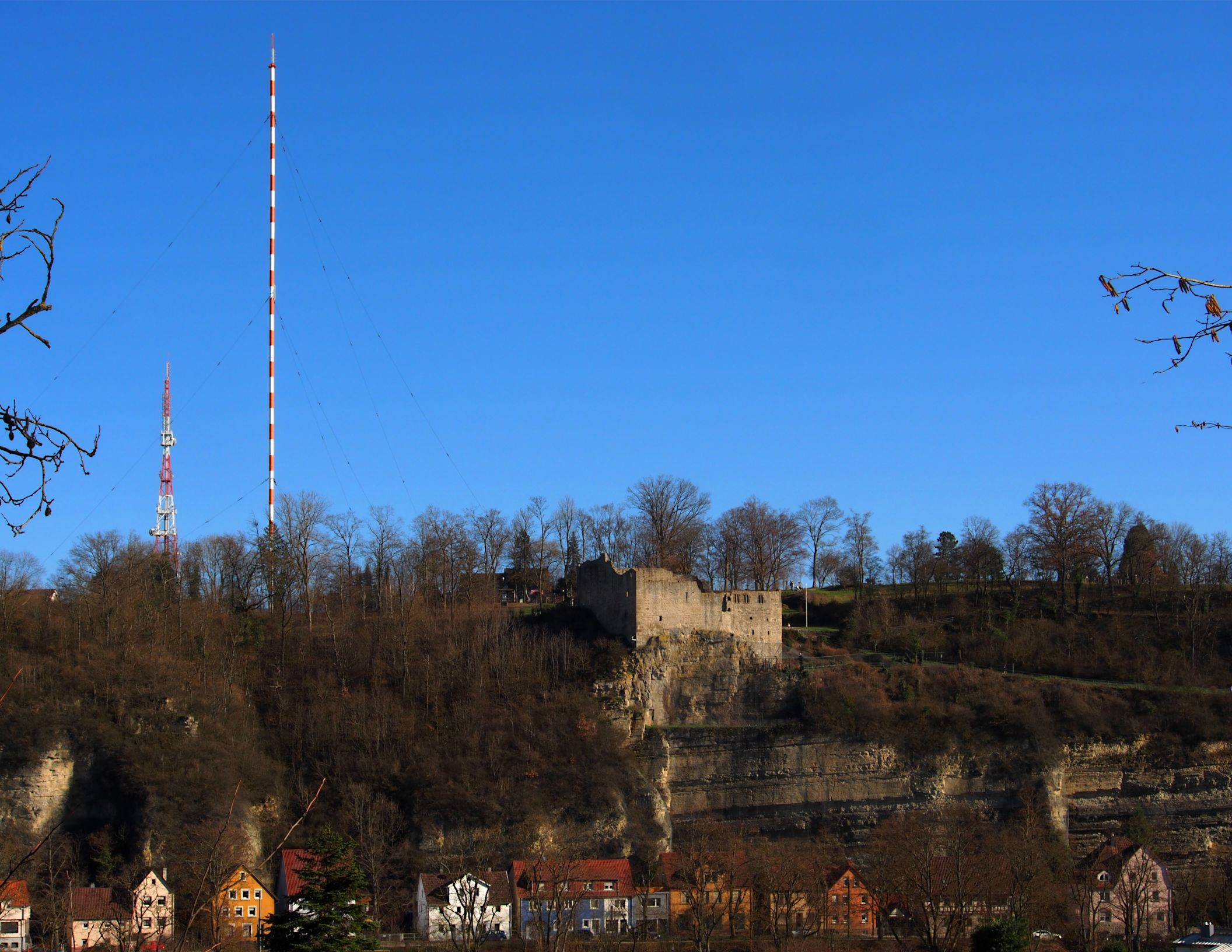
Ruine Löffelstelz oberhalb der Enz bei Dürrmenz

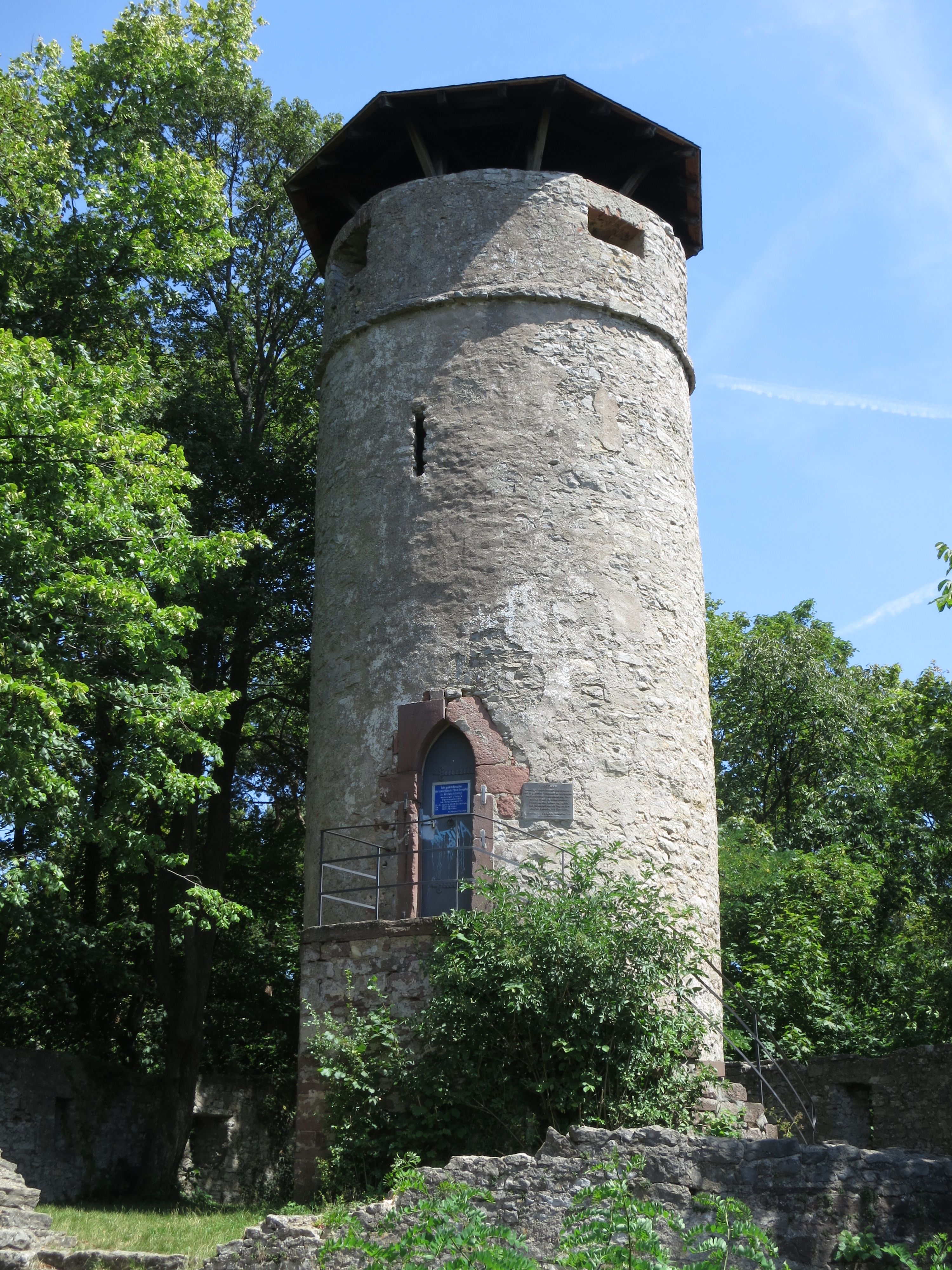
Wartturm in Pforzheim

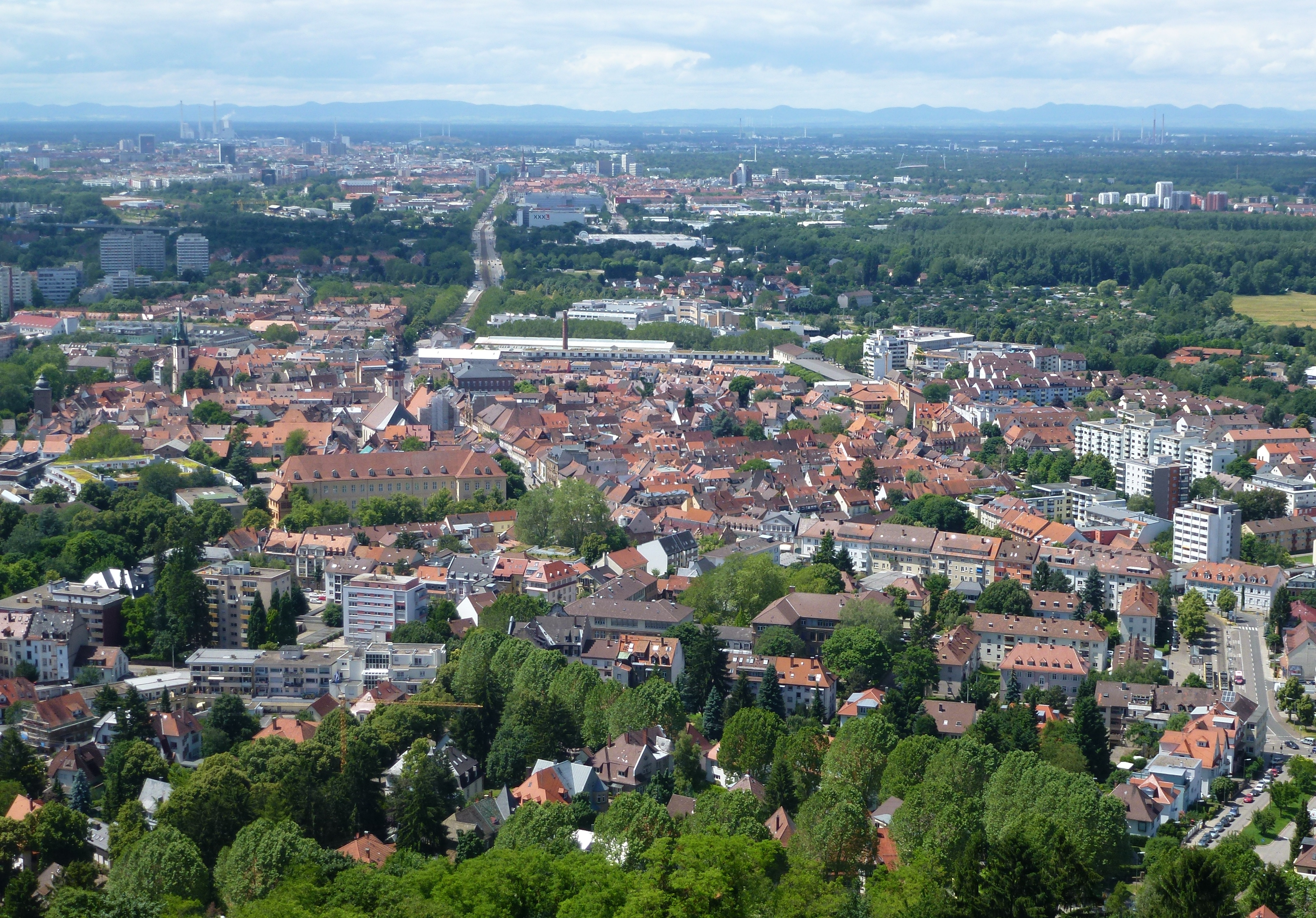
Blick vom Turmberg auf Karlsruhe

- Distanz: 21 km

| Ort/Sehenswürdigkeit | Strecke (km) | Höhe (m ü. NHN) | Weitere Informationen    |
| -------------------- | ------------ | --------------- | ------------------------ |
| Mühlacker            | 0,0          | 225             | Wegmarkierung ab Bahnhof |
| Ruine Löffelstelz    | 1,5          | 280             |                          |
| Öschelbronn          | 7,5          | 240             |                          |
| Eutingen             | 8,0          | 261             | Bahnhof                  |
| Wartberg             | 2,0          | 375             | Wartturm                 |
| Pforzheim            | 2,0          | 318             | 1,2 km bis Hauptbahnhof  |

#### Wegbeschreibung
Zunächst folgt der Nordrandweg dem Gäurandweg über die Ruine Löffelstelz nach Süden und dem Eppinger-Linien-Weg bis Öschelbronn. Nach der Waldschanz mit Nachbau einer Chartaque wird die Autobahn 8 überquert. Der Weg führt hinab ins Enztal nach Eutingen und auf der gegenüberliegenden Seite wieder hinauf zum Wartberg. Auf aussichtsreichem Höhenweg wird Pforzheim erreicht.

### Zweite Etappe: Pforzheim – Langensteinbach

#### Übersicht
- Distanz: 19,5 km

| Ort/Sehenswürdigkeit | Strecke (km) | Höhe (m ü. NHN) | Weitere Informationen               |
| -------------------- | ------------ | --------------- | ----------------------------------- |
| Pforzheim            | 0,0          | 318             | 1,2 km ab Hauptbahnhof              |
| Wallberg             | 3,0          | 370             | Trümmerberg mit Mahnmal             |
| Ellmendingen         | 7,5          | 187             | Historische Kelter mit Heimatmuseum |
| Dietenhausen         | 2,5          | 192             | Nach Streckenänderung hinzugekommen |
| Langensteinbach      | 6,5          | 244             | Ruine Burg Langensteinbach, Bahnhof |

#### Wegbeschreibung
Von Pforzheim führt der Weg über die Wilferdinger Höhe unterhalb des Wallbergs vorbei. Anschließend folgt der Weg der offenen Landschaft durch die Weinberge von Dietlingen in Richtung Ellmendingen. Bei der Dietenhäuser Mühle wird das Pfinztal durchquert. An Streuobstwiesen entlang und durch den Wald erreicht der Weg Langensteinbach.

### Dritte Etappe: Langensteinbach – Karlsruhe-Durlach

#### Übersicht
- Distanz: 14,3 km

| Ort/Sehenswürdigkeit | Strecke (km) | Höhe (m ü. NHN) | Weitere Informationen                 |
| -------------------- | ------------ | --------------- | ------------------------------------- |
| Langensteinbach      | 0,0          | 244             | Barbarakapelle (Langensteinbach), Bhf |
| Thomashof            | 9,5          | 264             |                                       |
| Turmberg             | 4,0          | 232             | Turmbergbahn                          |
| Karlsruhe-Durlach    | 0,8          | 133             | Tram, Bhf KA-Durlach                  |

#### Wegbeschreibung
Ein Kilometer südwestlich des Rathauses am Ortsrand liegt die Barbarakapelle (Langensteinbach) sowie die Burg Langensteinbach. Vom Rathaus Langensteinbach führt der Weg Richtung Autobahn 8, die bei Karlsbad unterquert wird. An Stupferich vorbei geht es über Thomashof und Rittnerthof zum Turmberg. Von dort ist das Ziel Karlsruhe-Durlach schon sichtbar, das nach steilem Abstieg erreicht wird. Die Wegmarkierung endet in Durlach an der Endhaltestelle der Straßenbahn.